# Bílý kopec (Svitavská pahorkatina)
Bílý kopec (německy Weisse Berg, 246 m n. m.) je vrchol v okrese Pardubice Pardubického kraje. Leží asi 1 km ssz. od obce Bezděkov, vrcholem na katastrálním území obce Valy, východními a jižními svahy na území Bezděkova.

## Popis
Je to nevýrazný plochý protáhlý strukturně denudační hřbet, asymetrický (s příkřejšími západními svahy), ze slínovců a prachovců středního až svrchního turonu. Vrch je převážně zalesněný borovými a smrkovými porosty.

## Geomorfologické zařazení
Geomorfologicky vrch náleží do celku Svitavská pahorkatina, podcelku Chrudimská tabule a okrsku Heřmanoměstecká tabule.

## Vodstvo
Bílý kopec spadá do povodí Labe, které protéká pod severním svahem náhorní plošiny, a okolí vrcholu odvodňují jeho levé přítoky. Nejvýznamnějším je Struha protékající pod západním svahem, podél které je zřízena přírodní památka Meandry Struhy. Severovýchodně od vrcholu u lokality Kokešov se nachází upravený pramen Lánského potoka, severně pak pramen bezejmenného potoka napájejícího nedaleký rybník Crkáň.

## Vegetace, stavby, komunikace
Prostor a okolí vrcholu je souvisle zalesněno s výjimkou východně umístěného průseku pro vedení 110 kV a 220 kV a několika nevelkých pasek. Vrcholovým prostorem prochází silnice Opočínek – Bezděkov, která severně od něj křižuje silnici I/2 Praha – Pardubice. Jsou zde vedeny cyklistické trasy 4041 a 4127 a zeleně značená trasa 4289, která zde má stejnojmenné rozcestí. V blízkosti vrcholu se též nachází dvojice obytných staveb a lesní hřbitov.